# Championnat d'Espagne de hockey sur glace 1990-1991
Saison précédente Saison suivante
La saison 1990-1991 est la 17e saison du championnat d'Espagne de hockey sur glace. Cette saison, le championnat porte le nom de Superliga Española.

## Clubs de la Superliga 1990-1991
- FC Barcelone
- ARD Gasteiz
- CH Jaca
- CG Puigcerdà
- Txuri Urdin

## Classement
| # | Club         | Joués | V  | N | D  | bp:bc  | +/- | Points |
| - | ------------ | ----- | -- | - | -- | ------ | --- | ------ |
| 1 | CH Jaca      | 12    | 11 | 0 | 1  | 96:45  | +51 | 22     |
| 2 | Txuri Urdin  | 12    | 9  | 1 | 2  | 90:47  | +53 | 19     |
| 3 | CG Puigcerdà | 12    | 5  | 1 | 6  | 52:50  | +2  | 11     |
| 4 | FC Barcelone | 12    | 4  | 0 | 8  | 77:79  | -2  | 8      |
| 5 | ARD Gasteiz  | 12    | 0  | 0 | 12 | 33:127 | -94 | 0      |

Le CH Jaca est sacré Champion d'Espagne de hockey sur glace 1990-1991.

### Meilleurs Pointeurs
Nota: PJ = parties jouées, B = buts, A = assistances, Pts = points, Pun = Minutes de pénalité

| # | Joueur          | Nation  | Équipe       | PJ | B  | A  | Pts | Pun |
| - | --------------- | ------- | ------------ | -- | -- | -- | --- | --- |
| 1 | Bogdan Pawlik   | Pologne | CH Jaca      | 12 | 21 | 17 | 38  | ?   |
| 2 | Marek Kasprzak  | Pologne | CH Jaca      | 10 | 14 | 15 | 29  | ?   |
| 3 | Iñaki Izaguirre | Espagne | Txuri Urdin  | 12 | 18 | 8  | 26  | ?   |
| 4 | David Atrubin   | Espagne | FC Barcelone | 12 | 15 | 10 | 25  | ?   |
| 5 | Carlos Kubala   | Espagne | FC Barcelone | 12 | 15 | 8  | 23  | ?   |